# Konsulting
Konsulting (ang. consulting „doradztwo”) – dziedzina zarządzania zajmująca się szeroko pojętym doradzaniem podmiotom gospodarczym, najczęściej dużym organizacjom. Osoba pracująca w konsultingu to konsultant.

## Definicja
Konsulting to szeroka gama usług, od definiowania strategii firmy poprzez reorganizację (restrukturyzację) przedsiębiorstwa i zarządzanie finansowe, aż po zarządzanie kapitałem ludzkim oraz projektowanie i wdrażanie rozwiązań informatycznych (tzw. konsulting informatyczny).
W 2019 największą firmą doradczą na świecie pod względem przychodów było  Accenture.

## Międzynarodowe spółki konsultingowe (m.in.)
- Accenture
- Boston Consulting Group
- Capgemini
- Deloitte
- Ernst & Young
- Grant Thornton
- KPMG
- McKinsey & Company
- PwC